# Edward Madejski
Edward Madejski (Cracóvia, 11 de agosto de 1914 – Bytom, 15 de fevereiro de 1996) foi um futebolista polonês. Ele competiu na Copa do Mundo FIFA de 1938, sediada na França, na qual a seleção de seu país terminou na 11º colocação dentre os 15 participantes.